# Buch (Guttenberg)
Buch ([buːx] ) ist ein Gemeindeteil der Gemeinde Guttenberg im Landkreis Kulmbach (Oberfranken, Bayern). Buch liegt in der Gemarkung Guttenberg.

## Geografie
Der Weiler liegt am Fuße einer bewaldeten Anhöhe (644 m ü. NHN, 0,7 km südöstlich) des Frankenwaldes. Eine Gemeindeverbindungsstraße führt nach Breitenreuth (0,6 km südwestlich) bzw. nach Tannenwirtshaus zur Kreisstraße KU 13 (0,8 km nordöstlich). Auf dem Weg nach Tannenwirtshaus steht ein Baum, der als Naturdenkmal geschützt ist.

## Geschichte
Der Ort wurde 1409 als „Buch“ erstmals urkundlich erwähnt.
Gegen Ende des 18. Jahrhunderts bestand Buch aus sechs Anwesen (1 Gut, 2 Gütlein, 2 Häuser, 1 Schäferhaus). Das Hochgericht übte das Burggericht Guttenberg aus. Es hatte ggf. an das bambergische Centamt Marktschorgast auszuliefern. Die Grundherrschaft oblag dem Burggericht Guttenberg.
Mit dem Gemeindeedikt wurde Buch dem 1812 gebildeten Steuerdistrikt Guttenberg und der im selben Jahr gebildeten Gemeinde Guttenberg zugewiesen.

### Baudenkmal
- Haus Nr. 7: Eingeschossiges Wohnstallhaus

### Einwohnerentwicklung
| Jahr      | 001818 | 001819 | 001861 | 001871 | 001885 | 001900 | 001925 | 001950 | 001961 | 001970 | 001987 |
| Einwohner |        | 37     | 65     | 53     | 58     | 47     | 38     | 35     | 30     | 19     | 14     |
| Häuser    | 6      |        |        |        | 7      | 7      | 7      | 7      | 6      |        | 5      |
| Quelle    | [ 7 ]  | [ 9 ]  | [ 10 ] | [ 11 ] | [ 12 ] | [ 13 ] | [ 14 ] | [ 15 ] | [ 16 ] | [ 17 ] | [ 1 ]  |

## Religion
Buch ist seit der Reformation gemischt konfessionell. Die Katholiken sind nach St. Jakobus der Jüngere (Guttenberg) gepfarrt, die Protestanten nach St. Georg (Guttenberg).